# Mandla
Mandla (Hindi: मंडला) ist eine Stadt im indischen Bundesstaat Madhya Pradesh und liegt an einer Schleife des Flusses Narmada.
Die nationale Fernstraße NH 12A verbindet die Stadt mit der knapp 100 km entfernten, nächstgrößeren Stadt Jabalpur. Eine Autofahrt dauert gewöhnlich unter drei Stunden. Ca. 40 km südöstlich der Stadt liegt der Kanha-Nationalpark. Es besteht ein Anschluss an das Eisenbahnnetz.

## Bevölkerung
Gemäß dem 2011 durchgeführten Zensus hat Mandla 49.463 Einwohner.